# Økonomisk Forening
 Der er for få eller ingen kildehenvisninger i denne artikel, hvilket er et problem. Du kan hjælpe ved at angive troværdige kilder til de påstande, som fremføres i artiklen.

Økonomisk Forening est. 1937, i daglig tale ØF (ikke Ø-F), er en apolitisk og selvstændig forening for de studerende ved økonomi på Institut for Økonomi, Aarhus Universitet.
Foreningen organiserer på ugentlig basis arrangementer af faglig og social karakter for dets medlemmer, eksempelvis fredagsbarer, virksomhedsbesøg, studieture og fester. Formålet med foreningen er således dels at skabe rammerne for et stærkt, socialt studiemiljø for studerende på Institut for Økonomi på Aarhus Universitet, dels at arbejde for en tæt relation mellem de studerende og det arbejdsmarked, som venter på den anden side af studielivet.

## Formål og arbejde
Foreningens formål er gennem foredrag, diskussionsmøder, besøg på erhvervsvirksomheder og institutioner i ind- og udland m.v. at udvikle sine medlemmers kendskab til økonomiske og sociale forhold.
Økonomisk Forening arbejder desuden for at skabe kontakt mellem de studerende og erhvervslivet gennem bl.a. virksomhedspræsentationer. I den forbindelse arrangerer Økonomisk Forening virksomhedsmessen Spækhuggeren, der hvert efterår samler en række større virksomheder og institutioner, og formidler kontakten mellem dem og de studerende på det Samfundsvidenskabelige Fakultet.
Derudover skaber foreningen rammerne for social kontakt mellem de studerende på instituttet gennem et antal sociale arrangementer og fester hvert semester.

## Fakta om foreningen
Økonomisk Forening daglige drift administreres af bestyrelsen, der sædvanligvis er valgt på foreningens generalforsamling. Denne finder sted hvert år i begyndelsen af november.
Bestyrelsen består af 12 studerende ved Institut for Økonomi.

## Medlemstal
Tabellen viser antal registrerede medlemmer i foreningen:
| År   | Antal medlemmer |
| ---- | --------------- |
| 2011 | 674             |
| 2010 | 636             |
| 2009 | 616             |
| 2008 | 587             |
| 2007 | 647             |
| 2006 | 574             |
| 2005 | 460             |
| 2004 | 441             |
| 2003 | 428             |
| 2002 | 455             |
| 2001 | 377             |
| 2000 | 432             |
| 1999 | 499             |
| 1998 | 490             |
| 1997 | 542             |
| 1996 | 365             |

## Resultater

### Kapsejlads på Aarhus Universitet
Vinder
- 2006
- 2009
- 2011
- 2012

## Nuværende bestyrelse
- Formand: Landy Trinh
- Kasserer: Melina Thorvaldsen
- Studietursudvalg: Esben Fuglkjær
- Studietursudvalg: Marcus Nyborg Petersen
- Festudvalg: Alberte Bjerre
- Festudvalg: Riber Amtoft Neubauer
- Socialt udvalg & Webmaster: Frederik Chalmer Rasmussen
- Socialt udvalg: Frederik Friis Kristensen
- Fagligt udvalg: Mathilde Szczurek
- Fagligt udvalg & Næstformand: Mathilde Larsen
- Spækhuggeren: Sebastian Ingersvang
- Spækhuggeren: Tobias Edward Mailandt Poulsen

## Ekstern henvisning
- Økonomisk Forening – Officiel website

1. ↑  Økonomisk Forenings vedtægter, § 2
2. ↑  Økonomisk Forenings vedtægter, § 6